# Dubova, Vinnița
Dubova (în ucraineană Дубова; în rusă Дубовая, transliterat: Dubovaia) este un sat situat în partea central-vestică a Ucrainei, în comuna cu același nume din Jmerînka al regiunii Vinița. La recensământul din 2001 avea o populație de 643 locuitori.